# Jupiter LXIX

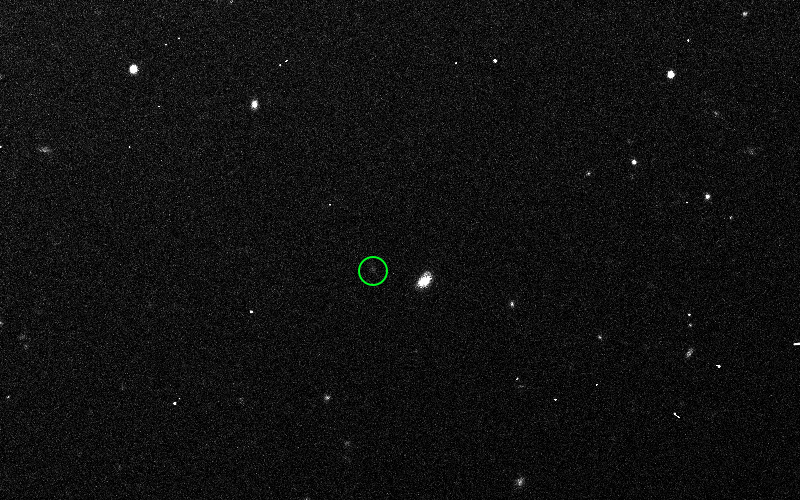
Hình ảnh Precovery của Jupiter LXIX vào ngày 8 tháng 9 năm 2010 (khoanh tròn)

Jupiter LXIX, ban đầu được gọi là S/2017 J 8, là một vệ tinh tự nhiên bên ngoài của Sao Mộc. Nó được phát hiện bởi Scott S. Sheppard và cộng sự của anh ấy vào năm 2017, nhưng không được công bố cho đến ngày 17 tháng 7 năm 2018, thông qua Minor Planet Electronic Circular từ Minor Planet Center. Nó có đường kính khoảng 1 km và quay quanh trục bán chính khoảng 23.232.700 km với độ nghiêng trong khoảng 164,7°. Nó thuộc nhóm Carme.